# Procymidon
Procymidon of procymidone (ISO-naam) is een dicarboximide-fungicide. Het is een inhibitor van de synthese van triglyceriden in schimmels. Het wordt vooral gebruikt in de tuinbouw bij de teelt van druiven, steenfruit, aardbeien en sommige groenten, en ook op gazon. Procymidon werd ontwikkeld door het Japanse bedrijf Sumitomo en kwam rond 1977 op de markt. De merknaam van Sumitomo is Sumisclex. Procymidon wordt ook door verschillende andere bedrijven geleverd daar de octrooibescherming voorbij is.

## Regelgeving
Omwille van de risico's van procymidon, werd procymidon slechts voor een beperkte periode, van 1 januari 2007 tot 30 juni 2008, toegelaten in de Europese Unie. De toelating was tevens aan een aantal beperkingen onderhevig wat betreft de gewassen waarop de stof mocht toegepast worden en de wijze van toediening, en schreef een aantal risicoverlagende maatregelen voor. Na afloop van deze periode diende de fabrikant een nieuw dossier in om de toelating te verlengen maar in afwachting van een nieuw besluit mag het product niet meer gebruikt worden.
Procymidon is ook geregistreerd in Australië, waar de gebruiksvoorwaarden verstrengd zijn omwille van de risico's van de stof.

## Toxicologie en veiligheid
Procymidon heeft een lage acute toxiciteit, maar bij dierproeven is gebleken dat het een hormoonontregelaar is en schadelijk is voor de voortplanting en het ongeboren kind; bij laboratoriumdieren veroorzaakte de stof geboorteafwijkingen. Het is ook een mogelijk carcinogeen.